# Claudio Tozzi
Claudio José Tozzi, também conhecido por Clautozzi (São Paulo, 7 de outubro de 1944), é um arquiteto, pintor, desenhista e programador visual brasileiro.

## Biografia

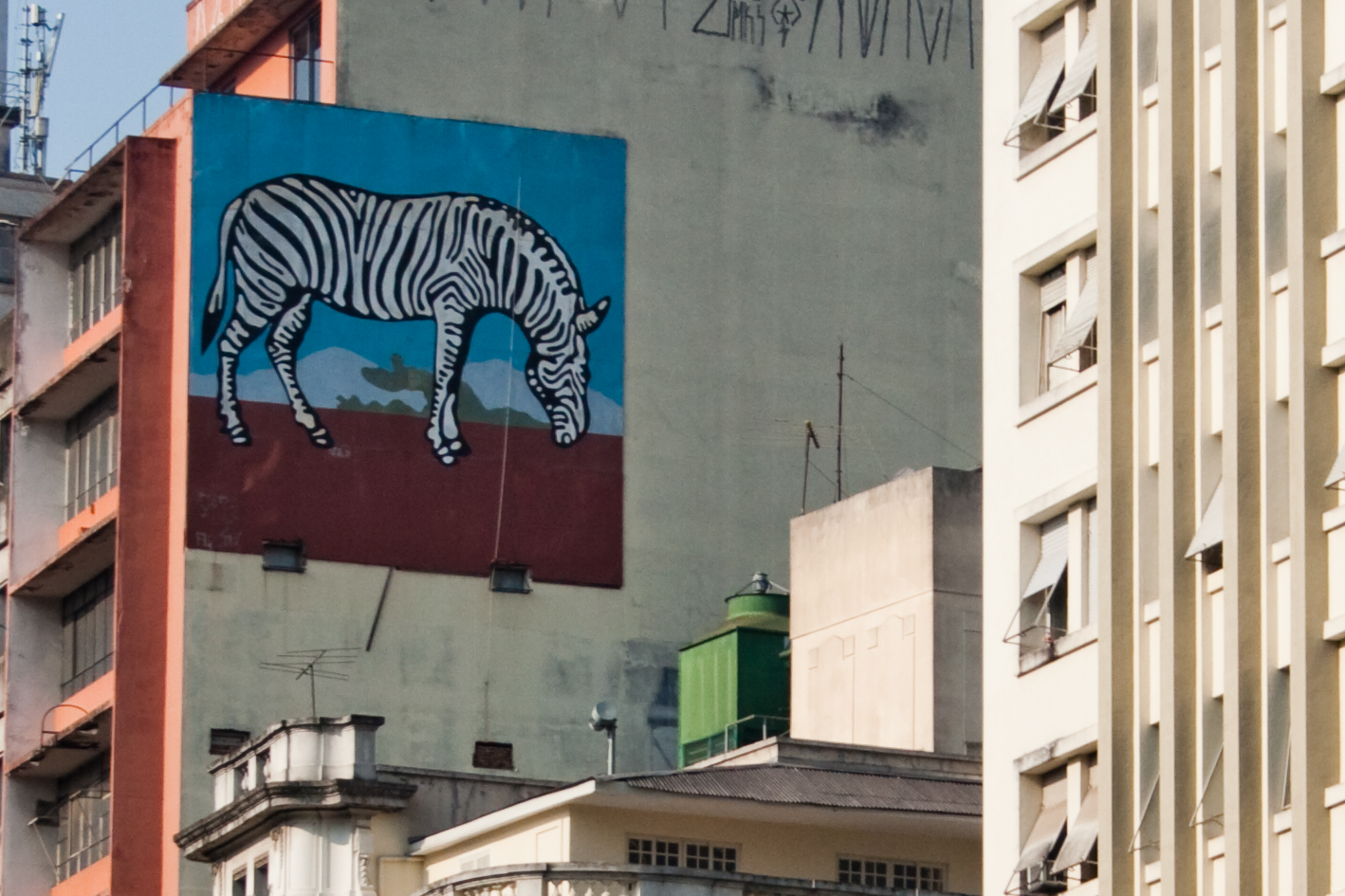
Zebra (c.1972). Ao completar 42 anos de exposição, a obra foi removida após uma briga entre os donos do prédio e membros do movimento sem teto que o invadiram e danificaram a mesma.

Descendente de italianos, estudou no Colégio de Aplicação da USP onde foi incentivado pela sua professora de artes a criar cartazes, colagens e composição abstratas. No início da década de 1960, influenciado pelas notícias da Guerra do Vietnam, criou sua primeira obra, intitulada "Paz". Pouco depois, venceu o concurso de cartazes para o XI Salão Paulista de Arte Moderna, iniciando sua carreira de artista gráfico.
Entre 1963 e 1968, cursou arquitetura na Faculdade de Arquitetura e Urbanismo da Universidade de São Paulo (FAU/USP). Em 1969 fez uma viagem de estudos à Europa, quando realizou as séries "Astronautas" e "Parafusos", com gravuras, objetos e pinturas. A partir de 1972 sua obra evoluiu do pop para o conceitual, realizando estudos com a cor, o pigmento e a luz.
Na década de 1970, foi um dos idealizadores do Cinemobiles, juntamente com Abrão Berman, quando aventurou-se nas artes cinematográficas, realizando curta-metragens no formado super 8. São de sua autoria os filmes "Grama", "Fotograma", "A Morte da Galinha" e "Seio".
Ainda na década de 1970, desenvolve pesquisas cromáticas e nos anos de 1980, trabalha com temáticas figurativas. É neste período que criou painéis para espaços públicos em São Paulo, como "Zebra", colocado na lateral de um prédio da Praça da República e outros ainda na Estação Sé do e na Estação Barra Funda do metrô, no edifício da Cultura Inglesa. Também no Rio de Janeiro, na Estação Maracanã do metrô.
O artista expôs o seu trabalho em várias exposições nacionais e internacionais e suas principais obras são: "Guevara vivo ou morto" (serigrafia que vendia em estádios de futebol e praça no final da década de 1960), "Mão/Multidão/Mão", "Veja o nú", "Desta vez eu consigo fugir", "Trama reticular urbana", entre muitas outras.